# Little Falls (Town, New York)
Little Falls ist eine Town im Herkimer County, New York in den Vereinigten Staaten. Das U.S. Census Bureau hat bei der Volkszählung 2020 eine Einwohnerzahl von 1.497 ermittelt. Little Falls erhielt seinen Namen nach den dortigen Wasserfällen.
Die Town of Little Falls liegt östlich von Utica, und an ihrem östlichen Ende liegt die gleichnamige City.

## Geographie
Nach den Angaben des United States Census Bureaus hat die Town of Little Falls eine Gesamtfläche von 58,5 km², wovon 58,0 km² auf hügeliges Land und 0,5 km² (= 0,75 %) auf Gewässer entfallen.
Das Gebiet der Town erstreckt sich beiderseits des Mohawk River.
New York State Route 169 und New York State Route 170, die beide in Nord-Süd-Richtung verlaufen, treffen sich innerhalb der City of Little Falls. New York State Route 5 verläuft in Ost-West-Richtung und folgt dem Mohawk River.

## Demographie
Zum Zeitpunkt des United States Census 2000 bewohnten Little Falls 1544 Personen. Die Bevölkerungsdichte betrug 26,6 Personen pro km². Es gab 637 Wohneinheiten, durchschnittlich 11,0 pro km². Die Bevölkerung Little Fallss bestand zu 98,51 % aus Weißen, 0,26 % Schwarzen oder African American, 0,06 % Native American, 0,71 % Asian, 0 % Pacific Islander, 0,06 % gaben an, anderen Rassen anzugehören und 0,39 % nannten zwei oder mehr Rassen. 0,26 % der Bevölkerung erklärten, Hispanos oder Latinos jeglicher Rasse zu sein.
Die Bewohner Little Falls verteilten sich auf 580 Haushalte, von denen in 35,9 % Kinder unter 18 Jahren lebten. 65,0 % der Haushalte stellten Verheiratete, 7,8 % hatten einen weiblichen Haushaltsvorstand ohne Ehemann und 21,6 % bildeten keine Familien. 17,8 % der Haushalte bestanden aus Einzelpersonen und in 8,8 % aller Haushalte lebte jemand im Alter von 65 Jahren oder mehr alleine. Die durchschnittliche Haushaltsgröße betrug 2,66 und die durchschnittliche Familiengröße 2,98 Personen.
Die Bevölkerung verteilte sich auf 25,7 % Minderjährige, 6,7 % 18–24-Jährige, 29,7 % 25–44-Jährige, 24,2 % 45–64-Jährige und 13,7 % im Alter von 65 Jahren oder mehr. Der Median des Alters betrug 39 Jahre. Auf jeweils 100 Frauen entfielen 101,8 Männer. Bei den über 18-Jährigen entfielen auf 100 Frauen 103,0 Männer.
Das mittlere Haushaltseinkommen in Little Falls betrug 38.875 US-Dollar und das mittlere Familieneinkommen erreichte die Höhe von 43.393 US-Dollar. Das Durchschnittseinkommen der Männer betrug 30.952 US-Dollar, gegenüber 21.065 US-Dollar bei den Frauen. Das Pro-Kopf-Einkommen belief sich auf 20.383 US-Dollar. 10,7 % der Bevölkerung und 7,8 % der Familien hatten ein Einkommen unterhalb der Armutsgrenze, davon waren 13,3 % der Minderjährigen und 6,5 % der Altersgruppe 65 Jahre und mehr betroffen.

## Wirtschaft und Verkehr

### Ansässige Unternehmen
Redco Foods, ein Tochterunternehmen der deutschen Teekanne Holding betreibt in Little Falls auf einer Insel im Mohawk River ein Werk für Beuteltee.

### Schienenverkehr
Durch Little Falls führt der Abschnitt Schenectady–Syracuse der Hauptstrecke der New York Central Railroad von New York über Buffalo nach Chicago. Diese Strecke wird heute von der CSX Transportation betrieben. Die Personenverkehrsgesellschaft Amtrak hat Streckennutzungsrechte. 2012 wurde die Strecke von den Zügen Lake Shore Limited, Empire Service und Maple Leaf befahren. Hier ereignete sich am 19. April 1940 ein schwerer Eisenbahnunfall, als der Lake Shore Limited aufgrund überhöhter Geschwindigkeit aus einer Kurve getragen wurde. 30 Menschen starben. 
Am gegenüberliegenden Ufer des Mohawk River befand sich die Strecke der West Shore Railroad, einer späteren Tochtergesellschaft der New York Central. Durch deren Nachfolgegesellschaft Penn Central wurde diese redundante Strecke stillgelegt.

## Töchter und Söhne der Stadt
- Justus D. Barnes (1862–1946), Stummfilmschauspieler
- George Wiley (1885–1954), Radrennfahrer